# Phosichthys
Phosichthys is een monotypisch geslacht van straalvinnige vissen uit de familie van lichtvissen (Phosichthyidae). Het geslacht is voor het eerst wetenschappelijk beschreven in 1872 door Hutton.

## Soort
- Phosichthys argenteus Hutton, 1872